# 寨蒿镇
寨蒿镇，是中华人民共和国贵州省黔东南苗族侗族自治州榕江县下辖的一个乡镇级行政单位。

## 行政区划
寨蒿镇下辖以下地区：
寨蒿镇社区、寨蒿村、维新村、大堡村、丰玉村、老鸦子村、卫城村、三洲村、寿洞村、高赧村、求寨村、扒王村、平堡村、便裳村、归裳村、票寨村、晚寨村、建卫村、平定村、乌公村、高表村和乃勇村。

## 中国传统村落
2013年8月，票寨村侗寨被评为第二批中国传统村落。